# 大逃殺2
《大逃殺2：決戰天堂》（日語：バトル·ロワイアルⅡ【鎮魂歌】），依據日本作家高見廣春所撰寫的恐怖小說《大逃殺》為基礎改編之電影作品。上映前，導演深作欣二表示自身罹患的前列腺癌已轉移至脊椎，誓言在有限的生命裏，將完全投入制作工作。但是，實際上深作欣二僅有在演員遴選及執導一個場景之後，就不幸逝世，故本片實際是其長子深作健太肩負起全面性的陸續工作，單獨執導完成的作品。
上映後，東映社長岡田裕介曾誇下海口表示，總票房應能衝破40億日圓以上，但最終只達成18.5億日圓的成績，無法達到預計金額目標。

## 作品概述
故事劇情描述成年人與青少年之間，互信關係愈來愈淡薄，再也沒有人肯關心對方；透過匪夷所思的荒謬法則，傳達弱肉強食才是生存之道，諷刺著現實社會上的陰暗面。整個舞臺曾專程往阿富汗取景，搭配異國風景及大規模爆破特效，呈現出有別於以往的特殊風格。

## 劇情簡介
三年前，逃離「ＢＲ」遊戲的七原秋也和中川典子與一群遊戲優勝者及其家人，開始在戰艦島上成立了反「ＢＲ法」組織「Wild Seven」，正式向所有成年人宣戰。
一群開心地乘坐遊覽車預定參加圣诞节旅行的鹿之砦中學三年B班學生，在路途中遭受「大東亞共和國」政府的挾持。全體（共42名）學生被帶往某軍事基地。甦醒後，他們發現被套上特製頸環，沿途都是來報導的新聞記者。軍人與老師突然出現面前，告訴他們「ＢＲⅡ法」設立原由及遊戲規則，並立刻通知該班獲選為本年度實施的班級。級任導師宣布遊戲規則，隨後剩餘的40位學生身著迷彩戰鬥服裝，依順序領取裝備離開軍事基地，乘坐登陸艇強迫參與這場殺戮「遊戲」。
- 遊戲目标：殺死恐怖组织領袖七原秋也。
- 遊戲規則：

地圖：戰艦島可以分成多個地區，將兵分三路進攻組織總部，經由全球定位系統於每小時會公布危險區域位置；如果您在該區域內，請馬上離開。
頸環：完全防水、防震，絕對無法卸下來。因為，頸圈會偵測出心跳的脈搏，用電波通知我們您的所在位置和行動，若於時限內不離開危險區域內，或作出不軌行為，我們將於識別後發送出電波，控制頸環在發出警報聲後爆炸；如果，想強行摘除下來也會發生爆炸，所以絕對不可嘗試。另外，相同座號的男女若倆人相距距離超過50米，則倆位頸環將在發出警報聲後自動爆炸，且相同座號的男女若其中一位死亡，則另一位頸環將在發出警報聲後自動爆炸。
時間：這個遊戲時間為三天。如果，三天後仍未能殺害七原秋也，全部的頸環都會自動爆炸！
裝備：迷彩戰鬥服裝、無線電、水、食物、地圖、全球定位系統及武器（以FAMAS+M203為藍本的「03式ＢＲ戰鬥步槍」）。至於武器的彈藥則會在戰場上以直昇機空投，內容物亦為隨機分配。

## 演員卡司

### 男學生
| 鹿之砦中學三年B班：男學生名單 | 鹿之砦中學三年B班：男學生名單 | 鹿之砦中學三年B班：男學生名單 | 鹿之砦中學三年B班：男學生名單                                            |
| 座號                          | 角色名稱                      | 演員                          | 備註                                                                     |
| ----------------------------- | ----------------------------- | ----------------------------- | ------------------------------------------------------------------------ |
| 一                            | 青井拓馬                      | 忍成修吾                      | 患有狂躁症，尚子的恋人，自愿返回支援七原秋也，最後成功逃出。             |
| 二                            | 卜部秀吾                      | 柴木丈瑠                      | 池田美希死后，项圈联动，不愿波及同伴，出来与樱井早纪对射，被樱井早纪狙杀 |
| 三                            | 葛西治虫                      | 坂本真                        | 一直喜欢今日子，纠结后自愿返回支援秋也，死于自开大炮                     |
| 四                            | 黑澤凌                        | 伊藤友樹                      | 水池枪战中被樱井早纪狙杀                                                 |
| 五                            | 櫻井晴哉                      | 勝地涼                        | 櫻井早紀的弟弟，最后成功逃出                                             |
| 六                            | 柴木雅實                      | 藤平涼二                      | 善扔飞刀，自愿返回支援秋也，死于枪战                                     |
| 七                            | 志村鐵也                      | 山田浩太                      | 刚登陆即被重武器炸死                                                     |
| 八                            | 城直輝                        | 原田健二                      | 水池枪战中战死                                                           |
| 九                            | 田口正勝                      | 田中丈資                      | 被地雷炸掉双腿失血过多而死                                               |
| 十                            | 名波順                        | 青木崇高                      | 水池枪战中战死                                                           |
| 十一                          | 長谷川達彥                    | 田村圭生                      | 触动地雷阵炸死                                                           |
| 十二                          | 日笠將太                      | 豐永利行                      | 水池枪战中战死                                                           |
| 十三                          | 保坂康昭                      | 池山孝明                      | 水池枪战中战死                                                           |
| 十四                          | 前薗健二                      | 上條公太朗                    | 触动地雷阵炸死                                                           |
| 十五                          | 慎村慎太郎                    | 黃川田將也                    | 游戏开始前因拒绝绝参加被枪杀                                             |
| 十六                          | 皆本清                        | 遊木康剛                      | 因恐慌弃械跳船，因与船上搭档超过规定距离项圈在海中爆炸而死               |
| 十七                          | 宮台陽介                      | 山本一輝                      | 在快艇上被狙击枪打死，应该是樱井早纪所狙                                 |
| 十八                          | 向井涉                        | 久保田武藏                    | 同船的夕佳项圈爆炸导致快艇爆炸而死                                       |
| 十九                          | 森島達郎                      | 蝦名清一                      | 快艇的油箱被击中，快艇爆炸而死                                           |

### 女學生
| 鹿之砦中學三年B班：女學生名單 | 鹿之砦中學三年B班：女學生名單 | 鹿之砦中學三年B班：女學生名單 | 鹿之砦中學三年B班：女學生名單                               |
| 座號                          | 角色名稱                      | 演員                          | 備註                                                        |
| ----------------------------- | ----------------------------- | ----------------------------- | ----------------------------------------------------------- |
| 一                            | 淺倉尚子                      | 酒井彩名                      | 青井拓马的恋人，最后成功逃出                                |
| 二                            | 池田美希                      | 盛內愛子                      | 胆小而不敢越过火力区，因跑远自身项圈爆炸身亡                |
| 三                            | 筧今日子                      | 神戶美有紀                    | 很傲气，后改观，最后成功逃出                                |
| 四                            | 北野詩織                      | 前田愛                        | 北野的女兒，死于枪战重伤                                    |
| 五                            | 久瀨遙                        | 末永遙                        | 患有遗传病，死于轰炸                                        |
| 六                            | 鷺擇希                        | 佐藤祥子                      | 被青井拓马误伤后残喘身亡                                    |
| 七                            | 汐田早苗                      | 松本美千穂                    | 被志村铁也的死联动，项圈爆炸前被飛彈炸死                    |
| 八                            | 新藤理沙                      | 桂亞沙美                      | 城直辉死，项圈联动时被七原秋也屏蔽信号所救，最后成功逃出    |
| 九                            | 戶塚保奈美                    | 中川愛海                      | 田口正胜死，项圈联动爆炸而死                                |
| 十                            | 夏川結子                      | 金澤美波                      | 名波顺死，联动项圈爆炸而死                                  |
| 十一                          | 新見麗奈                      | 小林千津                      | 触动地雷阵炸死                                              |
| 十二                          | 野坂真帆                      | 石井明日香                    | 水池枪战中战死                                              |
| 十三                          | 蓮田麻由                      |                               | 保坂康昭死，项圈联动时被七原秋也屏蔽信号所救 ，最后成功逃出 |
| 十四                          | 波多量子                      | 花田亞由美                    | 触动地雷阵炸死                                              |
| 十五                          | 福田和美                      |                               | 游戏开始前因慎太郎被杀项圈联动爆炸毙命                      |
| 十六                          | 松木志穂                      | 松本真衣香                    | 同船的夕佳项圈爆炸导致快艇爆炸而死                          |
| 十七                          | 三船夕佳                      | 坂口理香                      | 因宫台阳介死，项圈联动爆炸而死，并导致整条船爆炸            |
| 十八                          | 本村明日香                    | 長谷部瞳                      | 慎太郎女友，在船上被射盲，后同船的夕佳项圈爆炸而死          |
| 十九                          | 八木綾音                      | 菊地美香                      | 快艇的油箱被击中，快艇爆炸而死                              |
| 廿十                          | 矢擇愛                        | 清水沙映                      | 快艇的油箱被击中，快艇爆炸而死                              |
| 廿一                          | 谷野響                        | 宮尾知里                      | 快艇的油箱被击中，快艇爆炸而死                              |
| 廿二                          | 夕城香菜                      |                               | 快艇的油箱被击中，快艇爆炸而死                              |
| 廿三                          | 善山繪里                      | 名雪加代                      | 快艇的油箱被击中，快艇爆炸而死                              |

### Wild Seven
| 角色名稱 | 演員     | 備註                     |
| -------- | -------- | ------------------------ |
| 七原秋也 | 藤原龍也 | 組織領袖，中川典子的男友 |
| 櫻井早紀 | 加藤夏希 | 櫻井晴哉的姐姐，死於槍戰 |
| 左海貢   | 石垣佑磨 |                          |
| 早田真紀 | 真木陽子 |                          |
| 風間總司 | 村田充   |                          |
| 米內健吾 | 久我未來 |                          |
| 今給嶺充 | 和田聰宏 |                          |

### 組織隨從
| 角色名稱 | 演員       | 備註       |
| -------- | ---------- | ---------- |
| 岩本勇斗 | 田代功兒   |            |
| 舞       | 岩村愛     | 前回優勝者 |
| 忍       | 小澤佑果   |            |
| 土岐士朗 | 柳澤貴彥   |            |
| 翔子     | 坂本真衣   |            |
| 千鶴     | 濱田麻希   |            |
|          | 水野茜     |            |
| 田真幸太 | 風間由次郎 |            |
| 亞矢     | 梅田悠     |            |
| 西浩介   | 西川祐也   |            |
| 由里香   | 豐岡真澄   |            |
| 敬       | 利根川玲華 |            |

### 其他角色
| 角色名稱       | 演員       | 備註                                     |
| -------------- | ---------- | ---------------------------------------- |
| RIKI／RIKI老師 | 竹內力     | 班級導師                                 |
| 中川典子       | 前田亞季   | 七原秋也的女友，在阿富汗沙漠族群中生活。 |
| 未具名         | 津川雅彥   | 總理大臣                                 |
| 三村真樹雄     | 千葉真一   | 三村信史的叔父                           |
| 仁繪           | 大田       | RIKI的女兒                               |
| 未具名         | 三田佳子   | 青井括馬的母親                           |
| 北野／北野老師 | 北野武     | 北野詩織的父親                           |
| 未具名         | 深浦加奈子 | 新聞女記者                               |

## 特別篇

日本版《大逃殺２【特別篇】REVENGE》數位影碟封面

2004年9月，東映原訂仿效《大逃殺【特別篇】》模式也推出《大逃殺２【特別篇】REVENGE》於電影院公開上映，片長152分鐘。但是，同年6月間發生的「長崎小學六年級同學殺害事件」當中，犯罪加害者過度熱衷《大逃殺》的事情被媒體廣泛報導後，導致暫緩發行。因此，東映決定等待風波平熄後，只採取方式發行，於2005年2月21日發售。

### 添增片段
除了修正影片缺失之外，亦為增添許多片段，特別付予延長放映時間製作，劇情描述更趨於完整。
| - RIKI老師的追憶 - 出發前的師生對話 - 戰鬥場面數位修正 | - 七原秋也的回想 - 淺倉尚子與組織隨從 - 北野詩織鋼琴彈奏 | - 校學生活與團體旅行 - 櫻井晴哉與櫻井早紀的對話 - 深作欣二的構想 |

### 影碟附錄
2005年2月21日，《大逃殺２【特別篇】》數碼影碟正式發行，內容介紹本片演員選角及特效處理的過程；演員訓練及電影拍攝的情況；電影配樂及電影首映的情形；電視廣告、電影海報、電影劇照及電影制作大事記。

## 獎項

### 入圍
- 日本奧斯卡獎（日本アカデミー賞）

- 「主演男主角獎」（主演男優賞）：藤原龍也

## 資料來源
1. ↑  片尾演職員表中姓名為完全由片假名書寫之「キタノシオリ」。另，第一部中給出的名字為「栞（讀法同為『しおり』）」。
2. ↑  於第一部中短暫出演。
3. ↑  於第一部中亦擔當此角色。
4. ↑  日本小學生供述割同學喉嚨內情：4天前就動殺機 （页面存档备份，存于），〈國際線上〉

## 外部連結
- 大逃殺２之決戰天堂（Battle Royale Ⅱ:Requiem） （页面存档备份，存于），〈網路電影資料庫〉
- 大逃殺２之決戰天堂（Battle Royale Ⅱ:Requiem） （页面存档备份，存于），〈日本電影資料庫〉
- www.battleroyalefilm.net （页面存档备份，存于）